# La storia di Jayne Mansfield
La storia di Jayne Mansfield (The Jayne Mansfield Story) è un film per la televisione del 1980 diretto da Dick Lowry e con protagonisti Loni Anderson e Arnold Schwarzenegger nei ruoli dell'attrice hollywoodiana Jayne Mansfield, sex symbol degli anni cinquanta, e del marito di origine ungherese Mickey Hargitay.

## Trama
Hollywood, anni '50. La bionda platino Jayne Mansfield è una delle più famose stella del cinema, adorata dal pubblico e sognata dagli uomini. Trasferitasi a Los Angeles da Dallas nel 1954 con il sogno di diventare un'attrice, grazie alla sua bellezza e al suo fisico da pin-up la giovane Vera Jayne Palmer riesce in breve tempo a conquistare le vette di Hollywood: dopo diversi ruoli minori in film di scarso successo, firma infatti un contratto in esclusiva con la 20th Century Fox, che la consacra a stella del grande schermo con titoli come La bionda esplosiva e La bionda e lo sceriffo.
Nel 1956, durante un'esibizione in un locale di New York, Jayne conosce l'attore e culturista di origine ungherese Mickey Hargitay, con il quale si sposa nel 1958 dopo un burrascoso divorzio dal primo marito Paul Mansfield. Ma presto, complice anche il suo stile di vita trasgressivo, per la diva inizia il declino cinematografico, che porterà la sua carriera ad un punto morto, con solo piccole parti in film squallidi e di scarso livello artistico, e il suo matrimonio con Mickey verso l'ennesima separazione scandalosa. Nel 1967, di ritorno da un impegno a Biloxi, nel Mississippi, insieme al nuovo amante Sam Brody e a tre dei suoi figli, Jayne rimane uccisa a soli 34 anni in un tremendo incidente stradale.

## Distribuzione
Trasmesso negli Stati Uniti il 29 ottobre 1980 sulla rete CBS, in Italia è andato in onda per la prima volta il 31 maggio 1984 in prima serata su Rai 1.